# Gustavo de Maeztu
Gustavo de Maeztu y Whitney (Vitoria, 30 de agosto de 1887-Estella, 9 de febrero de 1947) fue un pintor y escritor español, miembro fundador de la Asociación de Artistas Vascos. Era hermano del escritor Ramiro de Maeztu y de la pedagoga María de Maeztu.

## Biografía
Nacido 30 de agosto de 1887 en Vitoria, en la calle de la Florida número 48, recibió el nombre civil de Gustavo de Maeztu y Whitney. Fue bautizado el 2 de septiembre en la iglesia de San Miguel con el nombre bautismal de «Gustavo Jorge Pelayo Maeztu y Whitney».
Su padre fue el ingeniero Manuel de Maeztu y Rodríguez, hacendado cubano, nacido en Cienfuegos, era de ascendencia riojana (hijo de Francisco Maeztu y Eraso, nacido en Alcanadre, que emigró a Cuba siendo joven donde se casó con Ana Rodríguez, cubana de Villa Clara). Su madre, Juana Whitney Boné, nacida en Niza, era, a su vez, hija del cónsul británico en Niza, Fernando Whitney, natural de Milán y Sara Boné, natural de Londres. Esta diversidad geográfica en su genealogía será la raíz de su carácter cosmopolita.
Esta pareja, que jamás llegó a casarse, tuvo cinco hijos: Ramiro, Ángela, Miguel, María y Gustavo. Pero la muerte del padre en Santa Clara (Cuba) en 1898, y confusos problemas administrativos en torno a su herencia junto con el hundimiento en 1894 de los negocios familiares en la isla (el padre, Manuel, tenía dos ingenios de azúcar, negocios derivados de la pertenencia de Cuba a España y la independencia de Cuba acabó con esas actividades), dejaron a Juana Whitney y sus hijos en una situación precaria. La familia mandó a Ramiro, el mayor, a París, con la familia materna, a trabajar precariamente, mientras el resto se tuvo que trasladar a Bilbao, ciudad en la que Juana montó la Academia Anglo-Francesa (luego Academia Maeztu), donde Juana impartía inglés y Ángela francés.

### Viaje a Francia,El Coitao, Sevilla y vuelta.
Tras un primer paso formativo por Vizcaya, entre abril y junio alterna con Paco Durrio, Ignacio Zuloaga, Tomás Meabe por París, donde conoció a Picasso. Descubre en esos meses, en sus visitas al Louvre, la pintura española de Herrera el Viejo, Zurbarán, El Greco, Velázquez y Ribera.
En 1908, de regreso a España, se instala en Bilbao junto con su amigo José Arrue, también pintor. Ambos se implican en la creación del periódico El Coitao, un grupo de jóvenes, entre los veinte y treinta años, contando con la ayuda de Miguel de Unamuno, Ramón Basterra, Juan de la Encina, Tomás Meabe y José María Salaverría.
Tras esta experiencia, pasa la Semana Santa y la Feria de Abril en Sevilla, junto a José Arrue, donde el espectáculo taurino hará mella en ellos. Allí se juntaron con otro pintor el argentino Pablo Arriarán, al que habían conocido en París, además de coincidir con los hermanos Solana (José y Manuel Gutiérrez Solana) o Ricardo Baroja. Juntos recorrieron toda Sevilla hasta que finalizó la feria. Más tarde, Pablo Arriarán, Maeztu y José Arrue, alquilaron una habitación en Triana, frente a la Torre del Oro, donde vivieron unos meses hasta la llegada del verano, trabajando y, en alguna ocasión, visitando ganaderías como la de Miura.
En 1909, en una España convulsa, Maeztu, junto con su amigo Tomás Moabe, desterrado de España en Saint Jean le Vieux, alojándose en el caserío llamado Lutchienea. Aprovechará para continuar pintando y acumulando obra y experiencia. También desarrolla más a fondo su faceta literaria que dará lugar, en los años siguientes, a tres novelas.

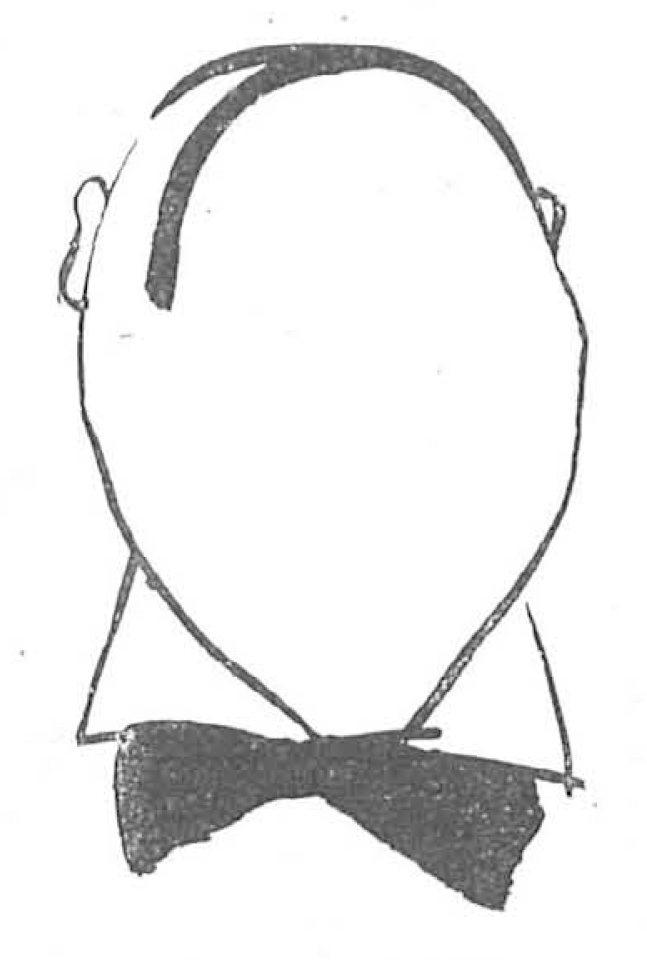
Caricatura de Gustavo de Maeztu firmada por Sancha (Nuevo Mundo, 8 de octubre de 1920)

### Actividad literaria y la Asociación de Artistas Vascos
En 1910 se crea la Asociación de Artistas Vascos que, durante veinticinco años, impulsará su imagen artísticas en el exterior. Con la participación de varios artistas en la exposición, allende los mares, mexicana y aprovechando la exposición organizada en septiembre al artista Nemesio Mogrobejo, varios artistas, al tiempo que escriben en los medios, como el mismo Gustavo, Tomás Meabe o Juan de la Encina, se desarrollan varias reuniones y encuentros con el objeto de tratar la fundación de un Círculo de Bellas Artes.
Mientras tanto en estos años, además de sus frecuentes participaciones en prensa como articulista, publicará sus primeras novelas, como en 1910 con Andanzas y episodios del Sr. Doro, y al año siguiente, en 1911, con la segunda, El gato azul, calificada por el autor como novela de acción.
Finalmente, el 29 de octubre, surge el proyecto asociativo donde figura como parte de la junta directiva, Alberto Arrue, como presidente, y Gustavo de Maeztu como uno de sus miembros.

### En los albores del cine español
En 1913, por vinculaciones familiares, participará como actor en la primera película bien documentada de Benito Perojo, Fulano de tal se enamora de Manón, junto a Consuelo Torres, cupletista conocida como Manón.

### Gira de Exposiciones (1914-1933)

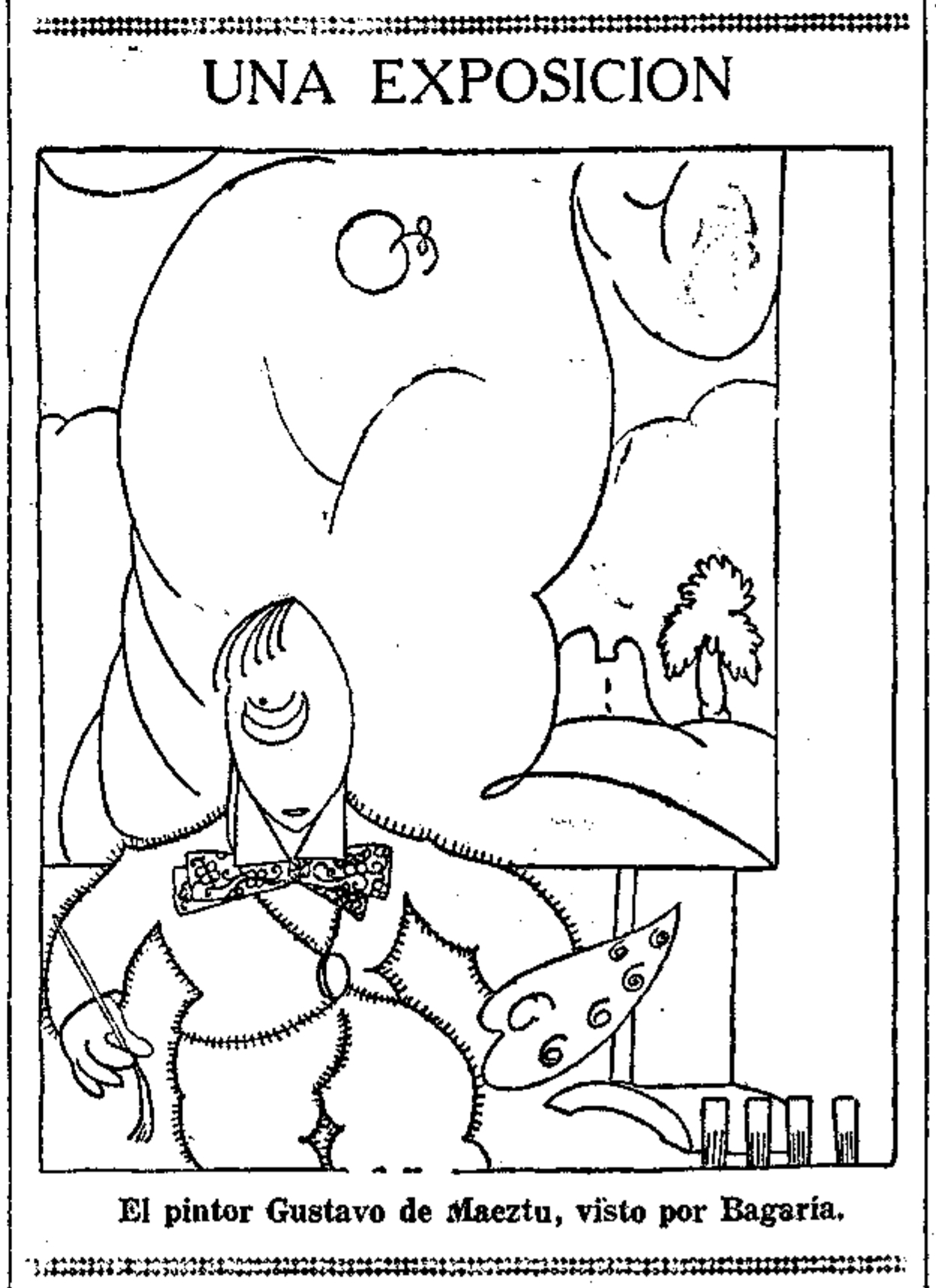
«Una exposición. El pintor Gustavo de Maeztu, visto por Bagaría» (El Sol, 1923)

El 15 de mayo de 1914 realiza en Barcelona, en las Galerías Dalmau, su primera exposición individual. Será la primera de un ciclo que le llevará por varias ciudades españolas durante los años siguientes (Madrid, San Sebastián, Bilbao, Salamanca, Vitoria). Alternando con éstas, y otras ciudades, durante los años siguientes, resaltar sus exposiciones internacionacionales. A saber:
- En 1920 pisa el Reino Unido (expone en Sheffield y en Leeds), volviendo al año siguiente, 1921, a Londres (la Walker's Gallery)

- En 1922 expondrá en París (Galerías Devambez).
- En 1934 recorrerá Graz, Viena y Múnich participando en la exposición itinerante de grabadores españoles por esos países.[17]

### En Navarra, sus últimos años (1933-1947)
En uno de sus numerosos viajes, entre el 1 y el 15 de julio de 1933, con el apoyo del doctor Juaristi, expondrá en una exposición organizada por la Escuela de Artes y Oficios de Pamplona. Por primera vez en Navarra se pueden ver sus «óleos originales, unas estampas o grabados que llama autolitografías y después, unas muestras de un procedimiento de pintar sobre el cemento (encaústicas)». Aprovecha esta primera estancia para visitar Navarra, especialmente los monasterios de Irache y de La Oliva.
E1 17 de mayo de 1935 la Diputación Foral de Navarra le encarga la ejecución de la decoración mural del nuevo Salón de Sesiones del Palacio de Navarra en Pamplona. Este trabajo lo finalizará para mayo de 1936. En junio se instala con su madre en la ciudad navarra de Estella, donde pensaban pasar el verano de 1936, donde se ve sorprendido por el inicio de la Guerra Civil. Su hermano Ramiro, que los visitó en Estella regresa a Madrid el 12 de julio. Con el levantamiento será cogido prisionero y fusilado el 11 de noviembre.
En estos años, además de recorrer Navarra, realizará varios murales en edificios construidos por su amigo Víctor Eusa como el Hospital de San Juan de Dios. También realizará numerosos cuadros para la familia Baleztena (del General Zumalacárregui) o para la nueva parroquia de San Francisco Javier (con un cuadro sobre el santo misionero).
Falleció a los cincuenta y nueve años de edad el 9 de febrero de 1947 en Estella.

## Legado artístico
Fundamentalmente son tres los centros donde se conservan el mayor número de sus obras:
- Estella creó en su honor el Museo Gustavo de Maeztu,[23] ubicado en el Palacio de los Reyes de Navarra de esta localidad.
- Otro grupo importante de sus obras se encuentra en el Museos de Bellas Artes en Vitoria,[24] su ciudad natal.
- Un tercer centro es el Museo de Bellas Artes de Bilbao,[25] ciudad donde vivió muchos de sus mejores años.

Su obra transcurre entre el costumbrismo, tanto vasco como castellano, el paisaje, el modernismo y otras influencias.

## Premios y reconocimientos
- 1910. Medalla y diploma por su participación en la exposición Arte e Industrias decorativas, en México, entre el 9 de septiembre y 2 de noviembre, con ocasión del I Centenario de la Independencia de México.[12]
- 1917. Tercera Medalla Exposición Nacional por su tríptico Tierra ibérica y ofrenda de Levante a la Tierra Española[26]
- En Pamplona hay una calle Pintor Maeztu. En Estella, además de una calle Gustavo de Maeztu, también existe en su recuerdo una placa conmemorativa en la casa donde residió, en la calle Mayor.[27]

## Exposiciones
- 1905. Su primera exposición colectiva en la Exposición de Bellas Artes de Bilbao.
- 1913. II Exposición de Arte Moderno celebrada en los salones de la Sociedad Filarmónica de Madrid.
- 1914. Su primera exposición individual en las Galerías Dalmau de Barcelona.
- 1915. Vuelve a exponer en Barcelona, en la sala Can Parés, en junio.
- 1920-21. Varias exposiciones en Inglaterra (Sheffields, Leeds, Londres).
- 1921. Exposición de Artistas Vascos (Bilbao).
- 1923. Exposición de Artistas Vascos (Bilbao).
- 1940. Participa en la I Exposición de Artistas Navarros (Pamplona).
- 2011. Retrospectiva de 50 de sus obras.[28] Museo de Bellas Artes de Álava.